# Debekacija
Debekacija je postupak djelomičnog uklanjanja kljuna peradi, a najčešće se primjenjuje pri uzgoju tzv. kokoši nesilica. Provodi se kako bi se smanjilo međusobno ozlijeđivanje kokoši do kojeg često dolazi u neprirodno skučenim i pretrpanim uvjetima intenzivnih farmskih postrojenja. Izvodi se pomoću različitih tehnika (npr. užarenim noževima), bez anestezije. S obzirom na to da je kljun peradi kompleksan organ bogat osjetljivim živčanim završecima, debekacija izaziva akutnu bol koja može prijeći u kroničnu i bitno utjecati na život životinje.